# Прикра
Прикра у 1920-1927 роках Прикре (словац. Príkra) — село в Словаччині, Свидницькому окрузі Пряшівського краю. Розташоване в північно-східній частині Словаччини біля кордону з Польщею.
Уперше згадується у 1618 році.

## Пам'ятки
У селі є греко-католицька дерев'яна церква лемківського типу святого Архангела Михайла з 1777 року, з 1963 року національна культурна пам'ятка.

## Населення
| Рік:            | 1993 | 2003     | 2013  | 2023    |
| --------------- | ---- | -------- | ----- | ------- |
| Кількість осіб: | 13   | 10       | 8     | 11      |
| Різниця:        |      | -23,07 % | -20 % | +37,5 % |

| Рік:            | 2022 | 2023 |
| --------------- | ---- | ---- |
| Кількість осіб: | 11   | 11   |
| Різниця:        |      | +0 % |

В селі проживає 12 осіб.
Національний склад населення (за даними останнього перепису населення — 2001 року):
- словаки — 100,0%

Склад населення за приналежністю до релігії станом на 2001 рік:
- греко-католики — 85,71%,
- православні  —  14,29%,

## Відомі люди
- Югасевич-Склярський Іван (1741—1814) — переписувач і упорядник рукописних книг, поет, художник, педагог та збирач фолкльору.